# Clett (Skye)
Pour les articles homonymes, voir Clett.
Clett est une île inhabitée du Royaume-Uni située en Écosse, dans l'archipel des Hébrides intérieures.